# Barnflicka

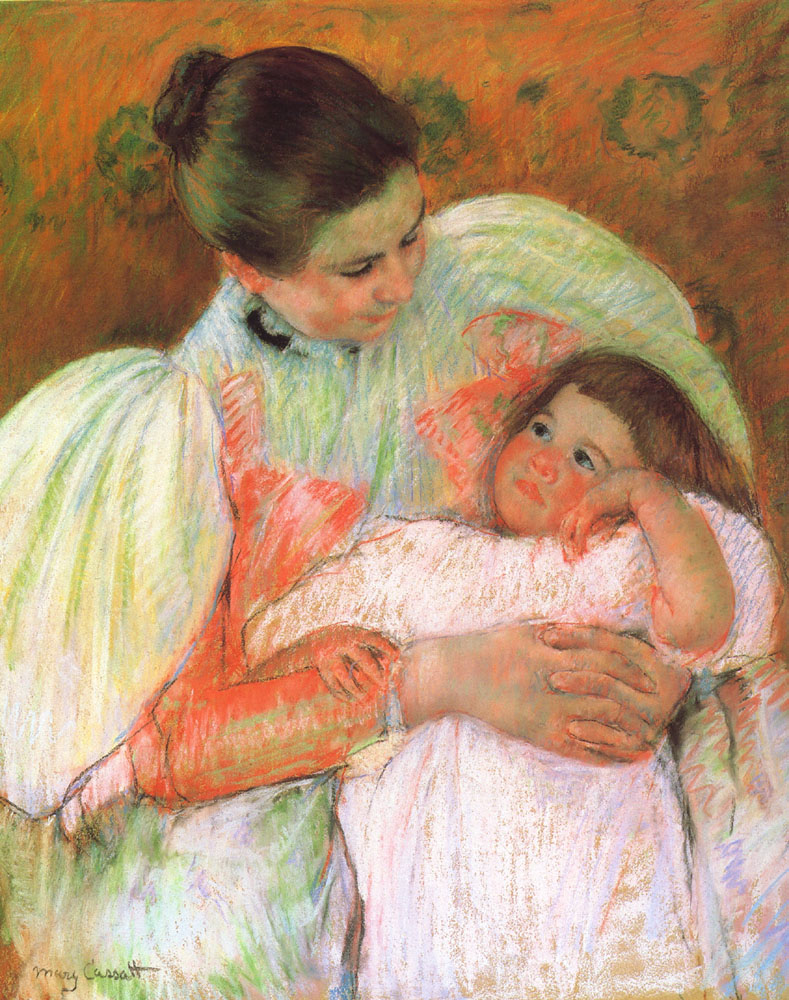
Cassat Mary, Barnflicka och ett barn i slutet av 1800-talet.

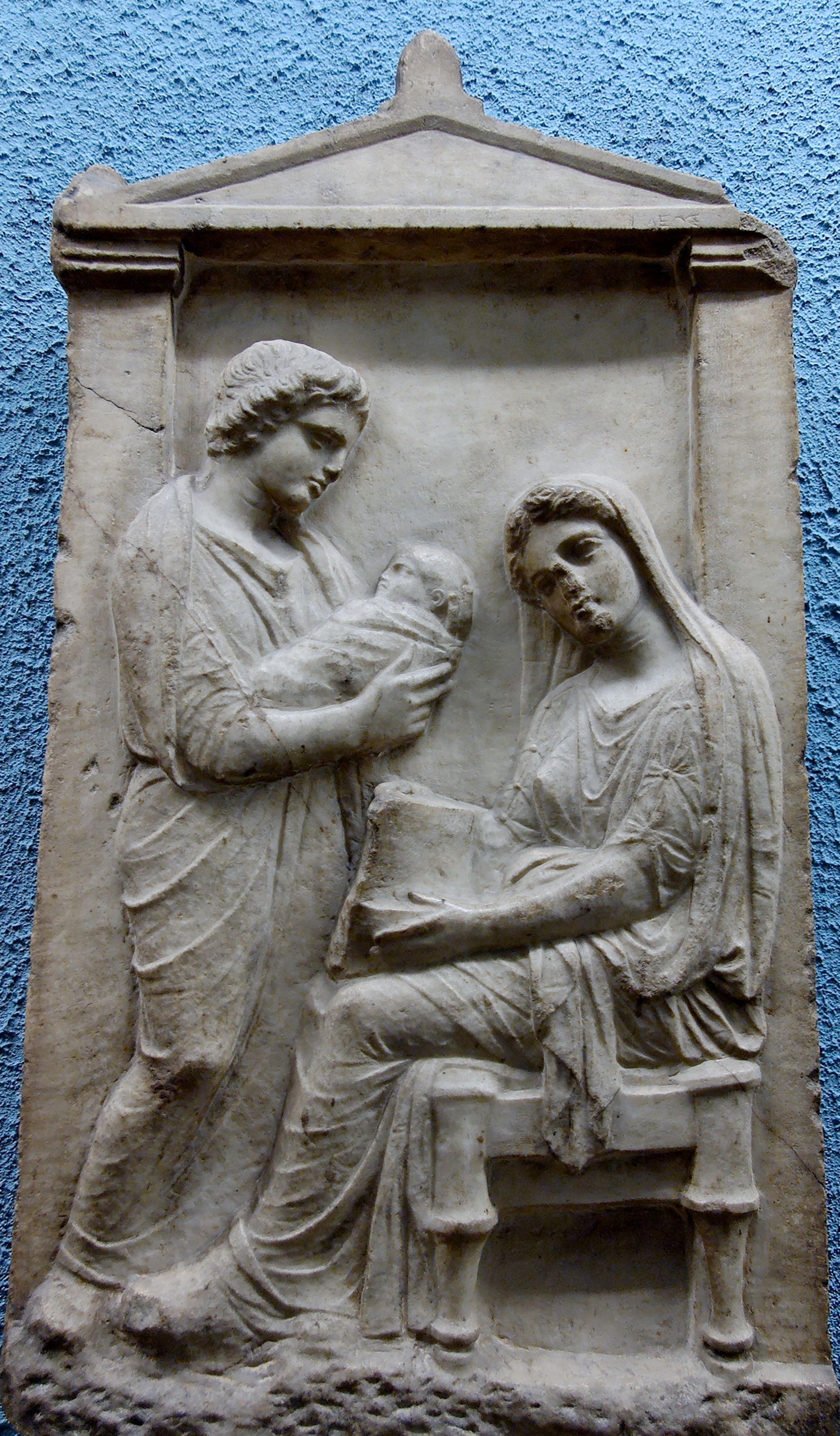
En mor till ett nyfött barn som ger det till barnflickan, från antikens Grekland.

En barnflicka, tidigare även kallad barnjungfru eller barnpiga, och numera även på svenska ibland nanny (från engelskan), är traditionellt sett en ung flicka eller kvinna som under en längre tid är anställd av en privat arbetsgivare för ta hand om personens eller parets barn i hemmet. Ibland används även termen barnskötare, särskilt om den anställda är lite äldre eller har genomgått särskild utbildning inom området.  
Barnflickor är sedan 1970-talet en ganska ovanlig företeelse i vissa länder, till exempel Sverige, men är betydligt vanligare i andra. 
I Sverige har det dock sedan RUT-avdraget infördes blivit vanligare med barnflickor; det finns även förmedlingar som erbjuder barnflickor eller tillfälliga barnvakter.
År 1985 bildades International Nanny Association (INA). Den 16 juni 2011 antog ILO (Internationella arbetsorganisationen) en internationell konvention om att hushållsanställda skall ges rätt till reglerade arbetsförhållanden och lön på det aktuella landets miniminivå.

## Arbetsuppgifter
En barnflickas huvudsakliga uppgift är att ta hand om hushållets barn. Det kan vara under hela dagen eller efter att barnen kommer hem från förskola eller skola. Arbetsuppgifterna inkluderar oftast skötsel och omvårdnad samt att leka med och underhålla barnen genom aktiviteter. I vissa anställningar ingår även vissa andra hushållstjänster som matlagning och städning. 
Eftersom barnflickor ofta vistas i arbetsgivarens hem, har den stort inflytande över deras arbetsuppgifter. 
Barnflickor har ofta ingen utbildning för sitt yrke, och en del barnflickor arbetar parallellt med skolgång vid till exempel gymnasieskola, högskola eller universitet. 
En inneboende barnflicka bor ofta i ett rum i arbetsgivarens bostad, vilket tidigare i Sverige kallades för jungfrukammare. Där kan de sova och tillbringa sin lediga tid. 
Vad gäller minimiålder varierar det från land till land beroende på arbetsmarknadslagstiftningen. Många länder har minimiåldern 18 år för att kunna söka visa som au pair. En vanlig ålder att börja arbeta som barnflicka är i mitten eller slutet av tonåren. Förr kunde en barnflicka på många håll vara bara 12-13 år, och kan så fortfarande vara i fattigare länder, där de ibland kan vara ännu yngre.

## Nanny
I bland annat de engelskspråkiga delarna av världen är en nanny en form av barnflicka som oftast är i åldern 20–30 år. Även här varierar förhållandena från familj till familj. En nanny brukar vara något högre utbildad och har ofta högre "status" hos arbetsgivaren än till exempel en vanlig barnflicka, hembiträde eller en betjänt. Detta blir synligt framför allt i de fall då arbetsgivaren har anställt fler människor i husligt arbete. Lönen är dock oftast ganska låg även för en nanny. Vissa nannyer bär uniform, andra inte. Termen nanny används ibland på svenska då barnflickan blivit lite äldre, och inte längre betraktas som flicka.

## Barnpojke eller manny
Arbetet har oftast innehafts av kvinnor och flickor, och har så förblivit under största delen av 1900-talet. Män och pojkar som utför samma arbete som barnflickor förekommer, men är ovanliga även om de i alla fall blivit något vanligare. Någon etablerad beteckning för manliga utövare av yrket saknas i svenska språket. Förslag som framkommit är barnpojke eller manny (från engelskans nanny).

## Klädsel och uppförande

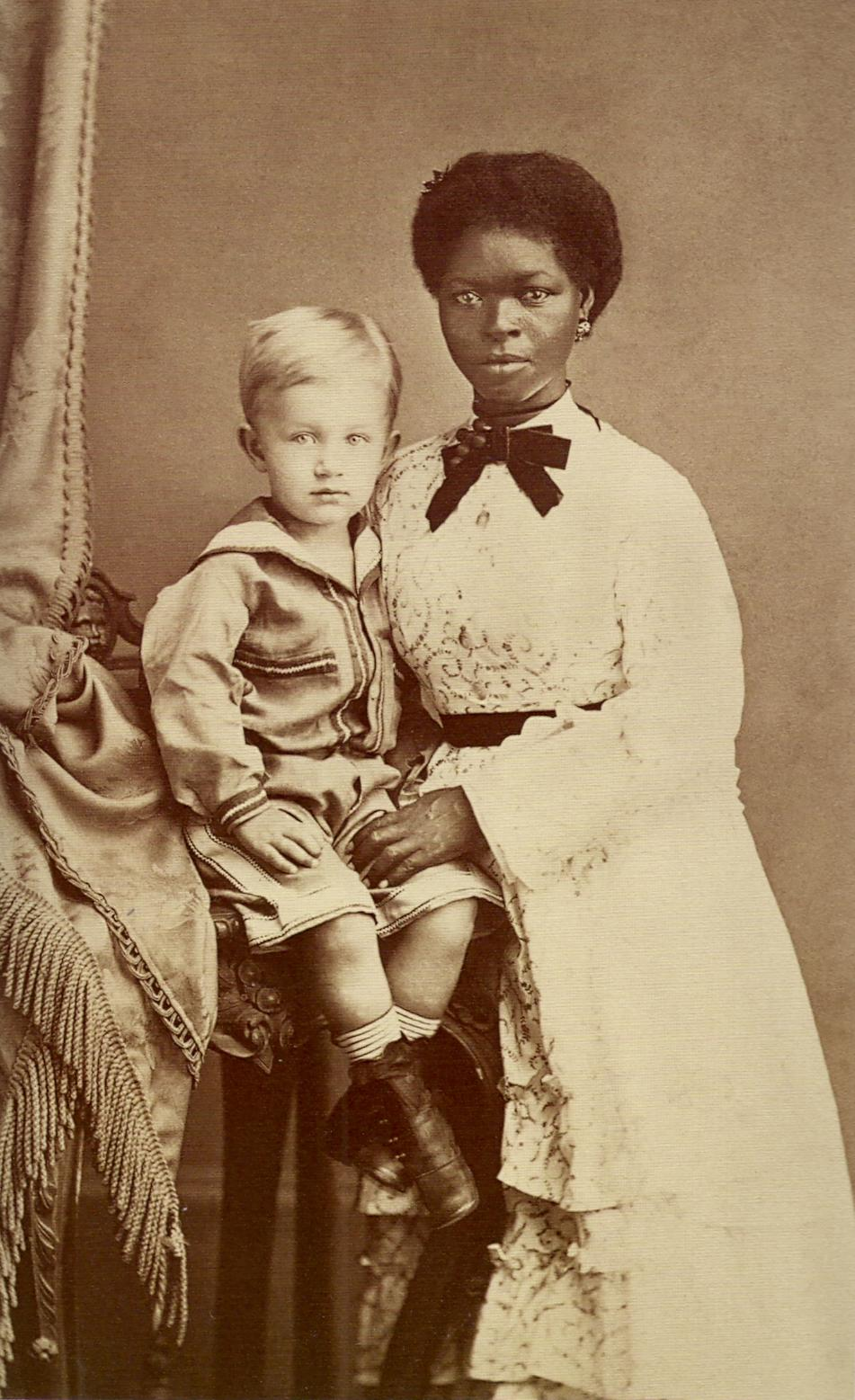
Barnflicka och barn i Pernambuco i Brasilien, 1874.

Det förekommer att arbetsgivare tilldelar en barnflicka, särskilt om hon är inneboende, en uniform som arbetskläder då hon arbetar eller vistas i arbetsgivarens hem samt utanför det om hon är i arbete, eller andra kläder som arbetsgivaren bestämt att barnflickan skall ha på sig. Till exempel kan arbetsgivaren bestämma att den unga inneboende barnflickan skall ha på sig till exempel vit blus eller skjorta, svart kjol eller "finare" långbyxor med vitt skärp, eller en klänning, samt vitt förkläde och svarta skor, vilket får agera "barnflickkläder".  Kläderna, inklusive förklädet, kan ha både praktiskt syfte, och se till att personalen ser "representativ ut".
För en privatanställd som benämns "barnskötare" är det ofta traditionell barnsköterskedräkt som gäller.

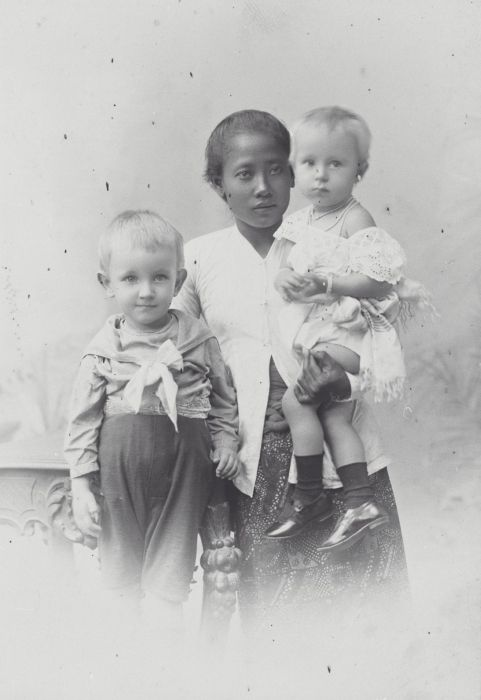
Barnflicka och barn i Nederländska Indien, 1910-talet.

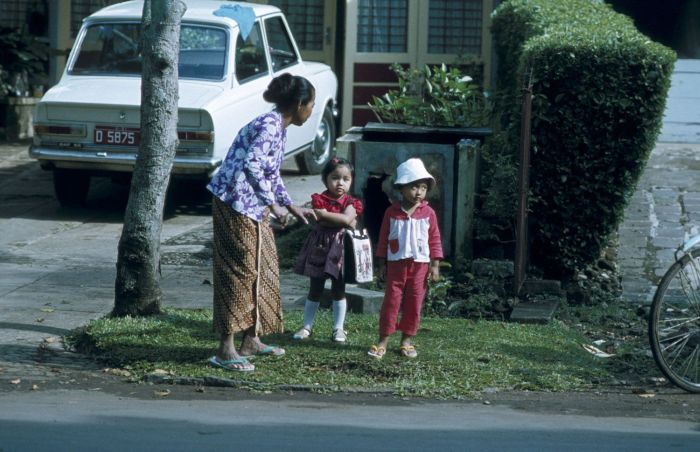
Vardagsklädd barnflicka i Bandung, Indonesien 1980 går med barnen till skolan. Även i familjer där arbetsgivaren är mer restriktiva med krav på klädsel, är det inte alltid det gäller till vardags.

## Arbetsförhållanden och lön
Precis som med de flesta andra husligt anställda varierar arbetshållanderna mycket. Lönen är oftast relativt låg. Många barnflickor är inneboende och har fria måltider. Inneboende barnflickor har ibland även fria kläder, vilket kan betyda att de använder särskilda arbetskläder eller uniform under all vistelsetid i arbetsgivarens hem.
Vissa föräldrar installerar så kallade barnflickkameror i hemmet för att i hemlighet kunna övervaka barnflickan och hur hon behandlar barnet.
I januari 2007 meddelades att barnflickornas lön i Sverige i snitt uppgick till 875 kr per vecka. 2021 uppgavs medellönen vara 22 400 kr för en barnflicka i ett privathem.

## Svarta anställningar
Svartarbete har i Sverige i många år förknippats starkt med yrket. I en undersökning gjord av Dagens Nyheter som publicerades den 12 december 2005 sökte en tonårsflicka arbete hos elva familjer, vilka annonserat via Arbetsförmedlingen. Åtta av elva arbetsgivare ville betala henne svart.